# Filmåret 1965

## A – G
- Alphaville – ett fall för Lemmy Caution
- Arken
- Att angöra en brygga
- Calle P
- Cincinnati Kid
- Den fantastiske Yoyo
- Dessa fantastiska män i sina flygande maskiner
- Djingis Khan
- Doktor Zjivago
- Ett sommaräventyr
- Falstaff
- Flygplan saknas
- Flykten från öknen
- Fridlysningstid för rävar av Peter Schamoni
- För några få dollar mer

## H – N
- Hjälp!
- Här börjar äventyret
- Jag – en kvinna
- Jakten
- Juninatt
- Kattorna
- Kärlek 65
- Mitt hem är Copacabana
- Morianerna

## O – U
- Pădurea spânzuraților
- Pang i bygget
- Samlaren
- Sound of Music[1]
- Tjorven och Skrållan
- Tills. med Gunilla månd. kväll o. tisd.
- Tokstollen

## V – Ö
- Åsa-Nisse slår till[2]
- Åskbollen

## Oscarspriser(i urval)
| Kategori                   | Vinnare                                                   |
| -------------------------- | --------------------------------------------------------- |
| Bästa film:                | Sound of Music                                            |
| Bästa regi:                | Robert Wise (Sound of Music)                              |
| Bästa manliga huvudroll:   | Lee Marvin (Cat Ballou skjuter skarpt)                    |
| Bästa kvinnliga huvudroll: | Julie Christie (Darling)                                  |
| Bästa manliga biroll:      | Martin Balsam (Nick – akta dej för arbete)                |
| Bästa kvinnliga biroll:    | Shelley Winters (En strimma solsken)                      |
| Bästa utländska film:      | Butiken vid Storgatan (Obchod na korze) (Tjeckoslovakien) |

För komplett lista se Oscarsgalan 1966.

## Födda
- 4 januari – Julia Ormond, brittisk skådespelare.
- 9 januari – Joely Richardson, brittisk skådespelare.
- 11 januari – Fredrik Hammar, svensk skådespelare, musiker och sångare.
- 13 januari – Jon Rekdal, svensk kompositör och ljudtekniker.
- 18 januari – Anders Bohman, svensk filmproducent och fotograf.
- 22 januari – Diane Lane, amerikansk skådespelare.
- 27 januari – Alan Cumming, brittisk skådespelare.
- 29 januari – Richard Carlsohn, svensk musikalartist och skådespelare.
- 1 februari – Petra Nielsen, svensk skådespelare, sångerska och musikalartist.
- 4 februari – Anna Helena Bergendal, svensk skådespelare.
- 6 februari – Jan Sverák, tjeckisk regissör och producent.
- 7 februari – Chris Rock, amerikansk skådespelare.
- 17 februari – Michael Bay, amerikansk regissör och filmproducent.
- 3 mars – Johannes Runeborg, svensk animatör, filmcensor, copywriter, filmjournalist och regissör.
- 7 mars – Cameron Daddo, australisk skådespelare.
- 14 mars
  - Aamir Khan, indisk skådespelare, filmproducent och manusförfattare.
  - Dan Malmer, svensk skådespelare, musikalartist och koreograf.
- 16 mars – Ulf Malmros, svensk regissör, manusförfattare och klippare.
- 25 mars – Sarah Jessica Parker, amerikansk skådespelare.
- 1 april – Tomas Alfredson, svensk regissör.
- 4 april – Robert Downey Jr., amerikansk skådespelare.
- 16 april – Jon Cryer, amerikansk skådespelare.
- 17 april – William Mapother, amerikansk skådespelare.
- 20 april – Måns Herngren, svensk skådespelare och regissör.
- 1 maj – Figge Norling, svensk skådespelare och teaterregissör.
- 3 maj – Thodoris Atheridis, grekisk skådespelare.
- 24 maj – John C. Reilly, amerikansk skådespelare.
- 29 maj – Matthew Porretta, amerikansk skådespelare.
- 31 maj – Brooke Shields, amerikansk skådespelare.
- 2 juni – Anna Lindholm, svensk skådespelare.
- 10 juni
  - Veronica Ferres, tysk skådespelare.
  - Elizabeth Hurley, brittisk fotomodell och skådespelare.
- 19 juni – Per Svensson, svensk skådespelare.
- 22 juni – Richard Turpin, svensk skådespelare och teaterregissör.
- 1 juli – Harald Zwart, norsk regissör och manusförfattare.
- 8 juli – Niclas Wahlgren, svensk skådespelare.
- 1 augusti – Sam Mendes, brittisk filmregissör och filmproducent.
- 6 augusti – Jeremy Ratchford, kanadensisk skådespelare.
- 19 augusti – Kyra Sedgwick, amerikansk skådespelare.
- 29 augusti – Ella Lemhagen, svensk regissör och manusförfattare.
- 3 september – Charlie Sheen, amerikansk skådespelare.
- 7 september – Lars Söderdahl, svensk skådespelare.
- 17 september – Kyle Chandler, amerikansk skådespelare.
- 19 september – Sara Kadefors, svensk författare, journalist, manusförfattare och programledare.
- 1 oktober – Irma Schultz, svensk sångerska och skådespelare.
- 5 oktober – Sylvia Rauan, svensk skådespelare.
- 10 oktober – Chris Penn, amerikansk skådespelare.
- 11 oktober
  - Sean Patrick Flanery, amerikansk skådespelare.
  - Luke Perry, amerikansk skådespelare.
- 13 oktober – Kristina Humle, svensk regissör, manusförfattare och filmproducent.
- 14 oktober – Steve Coogan, brittisk skådespelare.
- 28 oktober – Jami Gertz, amerikansk skådespelare.
- 2 november – Shahrukh Khan, indisk skådespelare.
- 5 november – Famke Janssen, nederländsk skådespelare och fotomodell.
- 20 november – Ben Stiller, amerikansk skådespelare.
- 22 november – Mads Mikkelsen, dansk skådespelare.
- 25 november – Pierre Tafvelin, svensk skådespelare.
- 15 december – Kimberly Donley, amerikansk fotomodell och skådespelare.
- 18 december – Shawn Christian, amerikansk skådespelare.
- 23 december – Gunilla Johansson, svensk skådespelare.
- 25 december – Kajsa Ingemarsson, svensk skådespelare och manusförfattare.
- 29 december – Kristian Lima de Faria, svensk skådespelare.

## Avlidna
- 9 januari – Karl-Ewert Christenson, svensk skådespelare och sångtextförfattare.
- 14 januari – Jeanette MacDonald, amerikansk skådespelare.
- 5 februari – Irving Bacon, amerikansk skådespelare.
- 23 februari – Stan Laurel, engelsk skådespelare, Halvan.
- 21 mars – Oscar Rydqvist, svensk journalist, författare, dramatiker, manusförfattare och regissör.
- 23 mars – Holger Höglund, svensk skådespelare och manusförfattare.
- 26 mars – Olof Sandborg, svensk skådespelare och teaterregissör.
- 2 april – Nils Kihlberg, svensk skådespelare, sångare och teaterregissör.
- 8 april – Lars Hanson, svensk skådespelare.
- 19 april – Anna Hillberg, svensk skådespelare.
- 23 april – Knut Burgh, svensk skådespelare.
- 20 maj – Åke Söderblom, svensk skådespelare.
- 3 juni – Elof Ahrle, svensk regissör och skådespelare.
- 5 juni – Wilhelm, svensk prins och dokumentärfilmare.
- 11 september – Monica Ekberg, svensk skådespelare.
- 13 september – Axel Slangus, finländsk skådespelare, regissör och manusförfattare.
- 27 september – Clara Bow, amerikansk skådespelare.
- 17 oktober – Anders Henrikson, svensk regissör, manusförfattare och skådespelare.
- 20 oktober – Gösta Bodin, svensk skådespelare och sångare.
- 22 oktober – Lars Egge, svensk operettsångare, skådespelare och teaterchef.

### Fotnoter
1. ↑  IMDB, läst 1 mars 2012
2. ↑  IMDB, läst 29 februari 2012